# Bété-Schrift

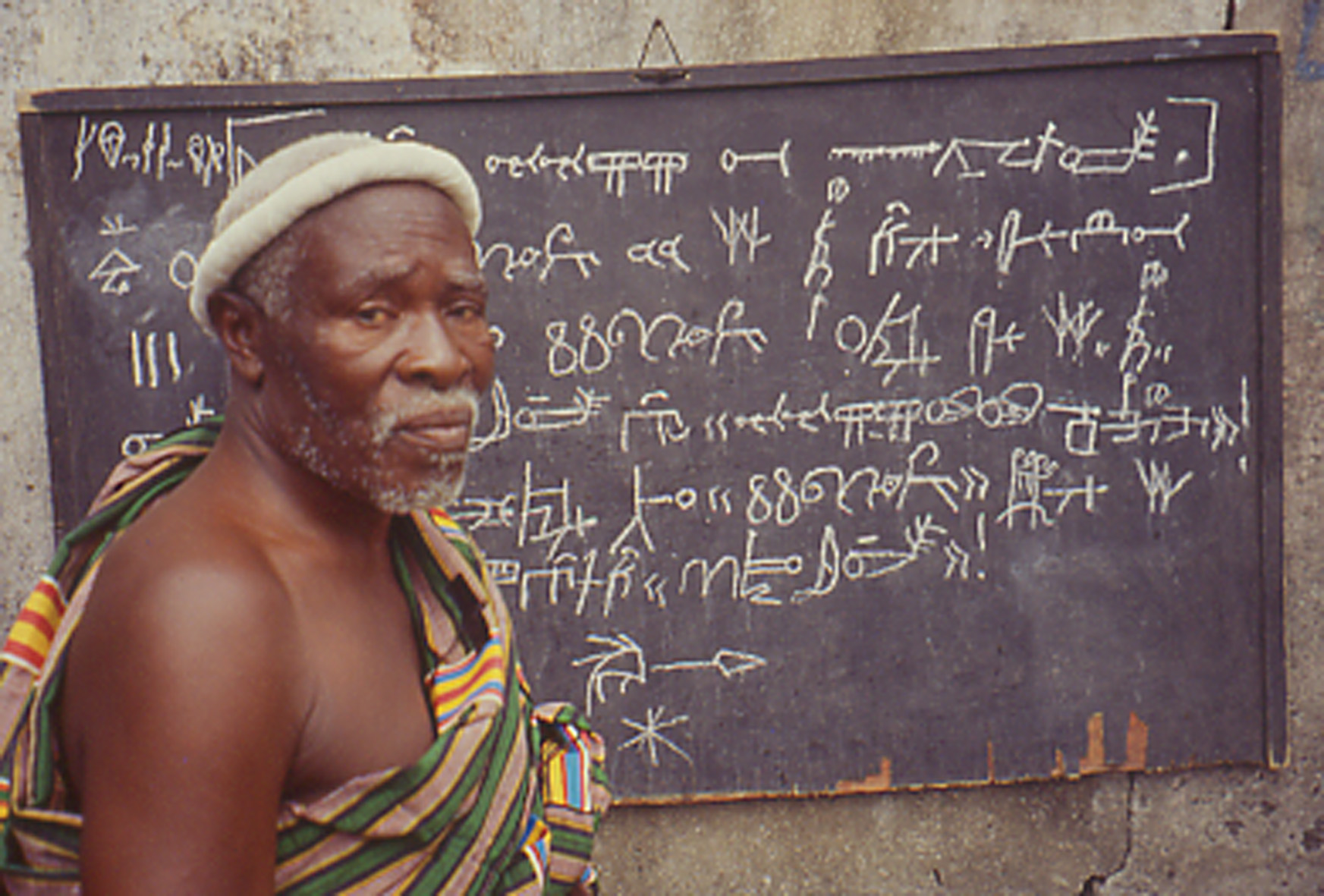
Tafel mit Bété-Silben

Die Bété-Schrift ist das Alphabet der Bétés, eines Volks der Elfenbeinküste. Es wurde erschaffen für die westafrikanische Bété-Sprache zur französischen Kolonialzeit in den 1950er Jahren vom Entwickler Frédéric Bruly Bouabré, damals noch in der Kolonie Französisch-Westafrika.

## Geschichte
Bouabré war einer der ersten, die von der französischen Regierung ausgebildet wurden. Während seiner Arbeit als Beamter fertigte er Hunderte von kleinen Skizzen an, die sich auf die lokale Folklore und auch auf seine eigenen Visionen stützten. Aufgrund einer Vision, die er am 11. März 1948 hatte, gab er seine Arbeit als Beamter auf, um sich ganz der Kunst zu widmen.
Seine frühere Kunst war stark von dem Wunsch geprägt, die Bété-Kultur zu bewahren. Der Kunstkritiker Yacouba Konate erwähnt, dass er nach der Vision erkannte, dass er ein afrikanisches Schriftsystem entwickeln musste, um damit arbeiten zu können, da er glaubte, dass es ihm ermöglichen würde, die Bété-Kultur besser zu katalogisieren.
La „Méthodologie de la Nouvelle Écriture Africaine 'Bété'“, das Werk, in dem Bouabré sein Syllabar erstmals katalogisierte, wurde ursprünglich in einem Toyota-Notizbuch geschrieben. Sein großes enzyklopädisches Werk, für das er sich Cheik Nadro nannte, was so viel bedeutet wie „der, der nie vergisst“, besteht aus 400 kleinen, mit Kugelschreibern und Buntstiften gezeichneten Bildern. Diese Karten zeigen symbolische Bilder, die von Text umgeben sind.
Bouabré wollte mit seinem Syllabar eine universelle Verwendung erreichen – nicht nur für Bété, sondern für die ganze Welt. Dies ist ihm jedoch nicht gelungen. Seine Kunst wurde jedoch allgemein gelobt; Schuster beschrieb es als Darstellung des universellen Charakters des Menschseins. Sein Syllabar wurde für Bildungszwecke verwendet – um Angehörigen des Bété-Volkes beizubringen, die Bété-Sprache zu lernen. Das lateinische Alphabet ist jedoch immer noch am weitesten verbreitet.
Dodo Bai, ein Schüler Bouabrés, fertigte eine handschriftliche Übersetzung eines französischen Wikipedia-Artikels in Bouabrés Silben an.
Unter dem Titel Bruly Bouabré's Alphabet  veröffentlichte die Kamerafrau und Regisseurin Nurith Aviv einen Kurzfilm über Frederic Bruly Bouabrés Alphabet.

„Bouabré] deciphers the world as a visual text, creating a comprehensive guide to everything and everyone. Over decades Bouabre created a visual manuscript, an art manifesto, of life, death and everything; a metaphysically sympathetic curation of the entire modern world as it relates to our needs [and manipulated our superstitions and our prejudices, re-categorizing our world to defy them.“

## Typologie
Die Schrift besteht aus 448 Piktogrammen, die Alltagsszenen darstellen und jeweils für ein einsilbiges Wort der Bété-Sprache stehen. Bouabré erschuf die Schrift, um die Überlieferungen der Bété aufschreiben zu können und den Bété die Alphabetisierung in ihrer eigenen Sprache, dem Bété, zu ermöglichen.

## Unicode
Es ist immer noch nicht möglich, eine computergenerierte Version zu erstellen: Es gibt immer noch keine Unicode-Version von Bouabrés Bété-Silbenschrift, obwohl es eine Version gibt, die einen Hinweis darauf gibt, wie eine offizielle Unicode-Version aussehen könnte.
Debbie Anderson von der Script Encoding Initiative an der University of California, Berkeley legte einen offiziellen Vorschlag für einen Unicode für Bouabré's Bété-Schrift vor.

## Beispiel

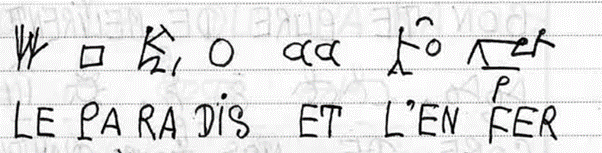
Aus Bouabrés Entwurf für die Bété-Schrift:

Hier ist ein Beispiel aus Bouabrés Notizbuch, dafür, wie die Bété-Schrift funktioniert:
„le paradis et l'enfer“ (französisch: „das Paradies und die Hölle“)
Es gibt keine Leerzeichen. Das heißt, die Wortgrenzen sind nicht ohne Weiteres zu erkennen.
Das letzte Zeichen „fer“ bedeutet Eisen, und „et“ bedeutet „und“. Das Zeichen, das dem „und“ entspricht, setzt sich aus zwei einzelnen Zeichen zusammen, für die es kein einzelnes Zeichen gibt. In beiden Fällen sind die Zeichen keine Piktogramme für das, was sie bedeuten. Es handelt sich jedoch um eine Silbenschrift, so dass „ra“ zum Beispiel kein Wort, sondern eine Silbe ist. Die Silbe „dis“. Diese Silbe bedeutet zum Beispiel auch „sagen“.